# Liste der Kulturgüter in Fontenais
Die Liste der Kulturgüter in Fontenais enthält alle Objekte in der Gemeinde Fontenais im Kanton Jura, die gemäss der Haager Konvention zum Schutz von Kulturgut bei bewaffneten Konflikten, dem Bundesgesetz vom 20. Juni 2014 über den Schutz der Kulturgüter bei bewaffneten Konflikten sowie der Verordnung vom 29. Oktober 2014 über den Schutz der Kulturgüter bei bewaffneten Konflikten unter Schutz stehen.
Objekte der Kategorie A sind im Gemeindegebiet nicht ausgewiesen, Objekte der Kategorie B sind vollständig in der Liste enthalten, Objekte der Kategorie C fehlen zurzeit (Stand: 1. Januar 2023).

## Kulturgüter
| Foto |                                                                       | Objekt                                                                   | Kat. | Typ | Standort                                    | Beschreibung |
| ---- | --------------------------------------------------------------------- | ------------------------------------------------------------------------ | ---- | --- | ------------------------------------------- | ------------ |
| ja   | Datei hochladen · Wikidata zu Kirche Saint-Étienne (Q29785421)        | Kirche Saint-Étienne / Eglise St-Etienne KGS-Nr.: 03471                  | B    | G   | Bressaucourt, Au Village 42 569667 / 248628 |              |
| ja   | Datei hochladen · Wikidata zu Kapelle Sainte-Croix (Q29785416)        | Kapelle Sainte-Croix / Chapelle Sainte-Croix KGS-Nr.: 03536              | B    | G   | Sainte-Croix 404 572093 / 249107            |              |
| ja   | Datei hochladen · Wikidata zu Schloss (Q29785420)                     | Schloss / Château KGS-Nr.: 03537                                         | B    | G   | Place de la Fontaine 208 572902 / 250419    |              |
| ja   | Datei hochladen · Wikidata zu Kirche Saint-Pierre-et-Paul (Q29785424) | Kirche Saint-Pierre-et-Paul / Église Saint-Pierre-et-Paul KGS-Nr.: 10851 | B    | G   | En Combas 233 573012 / 250292               |              |